# تشانغ لي (رامية الرمح)
تشانغ لي (بالصينية: 张莉) هي رامية الرمح ‏ صينية، ولدت في 17 يناير 1989 في جيانغشي في الصين.

## وصلات خارجية
- تشانغ لي على موقع الاتحاد الدولي لألعاب القوى (الإنجليزية)
- تشانغ لي على موقع أوليمبيديا (الإنجليزية)